# Ortnek

Lega kraja v Atlasu okolja

Ortnek je razpotegnjeno razloženo naselje na vzhodnem obrobju Velikolaščanske pokrajine, spada v občino Ribnica. Leži v ozki dolini potoka Tržiščica ob glavni cesti Ljubljana–Ribnica. Iz Ortneka vodita cesti na Velike Poljane in k Sv. Gregorju.
V naselju se nahaja železniška postaja, v bližini je skladišče naftnih derivatov Slovenije. Nasproti železniške postaje se ob potoku Zastava nahaja Koslerjeva graščina.
Na jugovzhodu se vzpenja z iglavci porasel hrib Veliki Žrnovec (765 m) z razvalinami starega ortneškega gradu iz 13. stoletja, ki so ga opustili v 19. stoletju. V njegovi bližini je propadajoča kapela sv. Jurija, katere bogato opremo hrani samostan v Pleterjah.